# 斯特里任河 (茲德維日河支流)

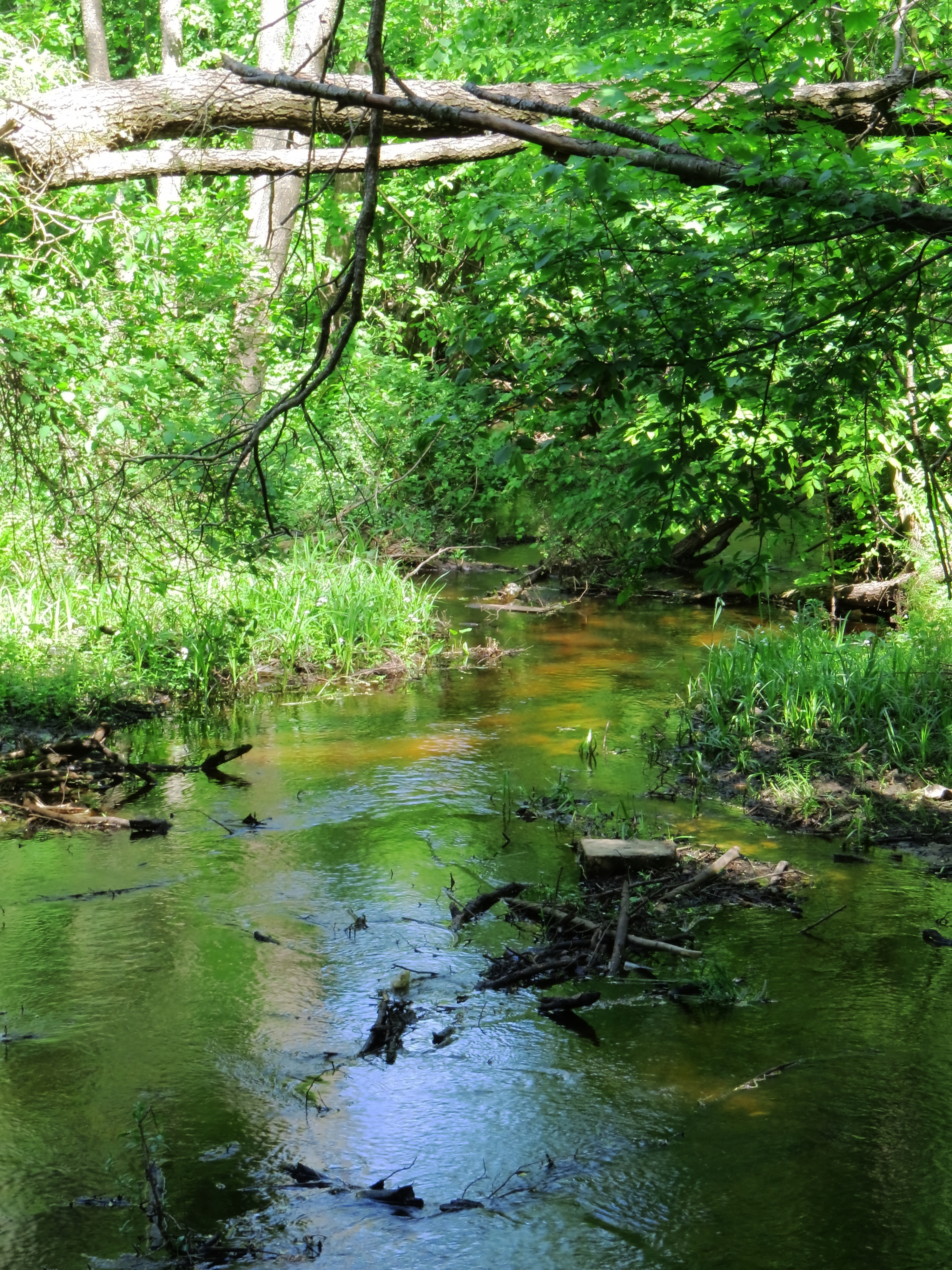
斯特里任河

斯特里任河（烏克蘭語：Стрижень），是烏克蘭北部的河流，屬於茲德維日河的右支流。該河發源自迪布羅瓦以西2.5公里，流經基輔州的布查區，河道全長10公里。